# Inmigración vasca en Colombia
La inmigración vasconavarra en Colombia se refiere a los colombianos de ascendencia vasca y navarra, y a los vascos y navarros que emigraron a Colombia en tiempos recientes. Con una población estimada de 2,8 millones de vascos y navarros en Colombia, se considera que el país tiene una de las diásporas vascas más grandes del mundo, incluso superando la dispersión de Vasco-Navarros por el propio terreno de España de quien forman parte, donde viven alrededor de 2,2 millones de vasconavarros.Su principal área de influencia se encuentra en la llamada "Región Paisa" (departamentos de Antioquia y el Eje Cafetero), y de forma secundaria en los departamentos de Cundinamarca, Boyacá, Santander, Nariño y el noreste de la Región Caribe.

## Historia
Durante la Conquista de Colombia, los vascos entraron por el Urabá antioqueño buscando oro y tierras cultivables, llegando hasta las zonas de Dabeiba y Santa Fe de Antioquia.
En época virreinal llegaron a las ciudades de Tunja y Popayán varias familias navarras de origen vasco: Zúñiga, Zubieta, Zárate, Zamudio, Vizcaíno, Vergara, Velazco, Velandia, Useche, Uscátegui, Urrutia, Uriza, Uricoechea, Mendoza, Leguizamón, Legarda, Londoño, Goyeneche, Gorraiz, Garay, Gaona, Gamboa, Espitia, Eraso, Chaverra, Chavarría, Borda, Bolívar, Bayona, Atehortúa, Ayala, Avendaño, Araque, Arrieta, Amaya, Aguirre, Ibarra, Iriarte, Mendieta, Mojica, Narváez, Olave, Olano, Orozco, Ortiz, Ospina, Otálora, Ricaurte, Suescún, Guevara.
En el norte de la costa del actual  Nariño, se asentó un pequeño grupo de navegantes vascos que aún hoy se mantienen aislados del resto de la población.
Después de la independencia la inmigración europea en Colombia tuvo un estancamiento importante, pero logró reactivarse a mediados y finales del siglo XIX y el nuevo siglo, procedente gran parte del norte peninsular, teniendo como motivo principal las guerras carlistas que azotaban a dicho país, haciendo que muchos vascos y navarros decidieran buscar una nueva vida en América y Colombia, además de una nueva oleada durante el crecimiento industrial de Antioquia. Posteriormente, en menor medida e importancia, se hizo presente la inmigración por la Guerra Civil Española que provocó muchos refugiados vascos en América. 
En la actualidad el gobierno de Euskadi mantiene estrechas relaciones con Colombia, con nexos para fortalecer la identidad común y cultural de ambos pueblos.

## Legado
El género nacional de Colombia, el bambuco, está influenciado por el zortziko vasco. Matilde Cháves de Tobar, doctora en musicología de la Universidad de Salamanca anota que los compases del bambuco están directamente relacionados con los del ritmo vasco. Javier Ocampo López hace clara esta relación: 

«Los ritmos vascos, y entre ellos el zortcico, presentan ritmos ágiles , sueltos y alegres, que sirven de soporte a una melodía de acentos quejumbrosos a veces, formando un interesante contraste, muy parecido a nuestro bambuco. Lo cierto es que en las opiniones de músicos y folkloristas españoles se encuentran la relación del bambuco con aires populares hispanos, con adaptaciones muy propias de nuestro medio colombiano; de ahí, lo folklórico»
Javier Ocampo López

El juego de chaza, muy popular en la región andina de Nariño, comparte muchas características con la pelota vasca.
La influencia de los vascos en la región paisa incluye aspectos culturales, lingüísticos y arquitectónicos. Estas tradiciones incluyen las trovas (desafíos musicales en forma de versos improvisados), la afición por la carne de cerdo y por los fríjoles, la danza del machete, etc.
Los fríjoles con arroz, un plato muy difundido en las montañas de Navarra no dista mucho de la bandeja paisa, incluyendo también a la arepa, el chicharrón, la morcilla y el chorizo. El talo vasco es lo más cercano al chorizo con arepa de Colombia.
En cuanto al legado arquitectónico, las casas en el País Vasco tienen tres pisos, el primer piso era para el ganado, el segundo tenía la habitación y el balcón, mientras que el tercero se dedicaba a guardar el heno para el invierno. Como en América el ganado no se debe entabular se eliminó el primer piso, y como no se presentan las estaciones del año en el país no hay que guardar el heno para el invierno por lo que se eliminó el tercero también. El corredor de la finca representa el balcón vasco, donde se cuelgan flores como se hace en el País Vasco.
Los vascos no trabajaban la piedra y por esto hacían las casas con piedra sin trabajar, con la parte plana hacia el interior. Esta misma manera de construir aparece en Antioquia. Los vascos fueron quienes introdujeron el estilo gótico español y muestra de ello están la Basílica Menor de Nuestra Señora del Carmen en La Ceja, el Templo de Nuestra Señora del Perpetuo Socorro en Medellín y el Hipódromo de San Fernando. En temas religiosos las iglesias vascas no estaban dedicadas a la Virgen María por un choque con la diosa vasca Mari, por lo que los templos se dedicaban a la cruz como las iglesias más antiguas de Medellín. 
Se puede apreciar similitudes claras en el vestuario típico masculino, como lo es el traje blanco, las alpargatas, y el uso de pañuelos rojos en el cuello.
En términos lingüísticos el español paisa tiene su origen en el norte de España, entre la zona de Navarra, el País Vasco y Aragón, compartiendo elementos como la entonación, la pronunciación apicoalveolar de la /s/, el alargamiento de vocal final o el uso del diminutivo -ico en algunas palabras.

.... Nos viene a los paisas del encierro en las montañas, de los colonizadores vascos, catalanes y aragoneses, y de los largos trayectos que recorrieron los arrieros, loma arriba y loma abajo...La incomunicación a la que se vio sometida esta región hizo que se conservara un castellano arcaico. Los investigadores que han estudiado a Tomás Carrasquilla, por ejemplo, se sorprenden de la cantidad de términos de la España medieval que se hablaban todavía en Antioquia y que usaba Carrasquilla en su lenguaje...El hablante paisa en sus orígenes permaneció sin mucho intercambio con otras ramas lingüísticas del castellano, y seguramente nuestro acento es muy parecido a lo que debió ser el acento original de Navarra y Aragón...Juan Luis Mejía.

Para señalar como una primera característica del lenguaje que identifica a los nacidos en esta región, hay que remitirse a la zona de Aragón y Castilla, especialmente de la región montañosa que limita con el País Vasco, en la España de la época de conquista. De allí llegaron los españoles que asumieron el reto de poblar estas tierras montañosas...Las agrestes montañas llevaron a que las primeras comunidades fueran muy cerradas, muy endógenas, que provocaron la sensación de que el tiempo se les quedó como estancado...Si se comparan los acentos de las personas del oriente antioqueño, que fueron las comunidades más cerradas, con la gente de las montañas de Navarra o Aragón, el acento es casi el mismo, pero poniéndole la zeta... Jota Villaza

Las palabras que se utilizan del sustrato vasco son muchas. Incluso en términos de insultos destacan en Antioquia palabras como: cacorro (homosexual), gurrupleta, coscorria, considerados todos altisonantes y despectivos. El término aita es padre en vasco y en Colombia y otros países de América se le denomina coloquialmente taita, mientras que ama es madre. Este podría ser un posible origen de estos conceptos. Otros términos pueden ser canilla por grifo o crispetas por palomitas de maíz, usados en toda Colombia. Hablando del idioma euskera este no pudo dejar rastro debido a causas históricas: España al emprender la "conquista" de las Américas, monopolizó el tráfico de mercancías y transporte de personas a través de la Corona de Castilla y la Casa de Contratación en Sevilla, ambas regiones netamente hispanohablantes, además los Reyes Católicos acababan de apoderarse de la mayor parte de la península ibérica y sus sucesores unificarían el país y estos habrían estandarizado el uso del castellano (actualmente conocido como español), incluyendo a muchos vascos ambiciosos con sed de aventura, que querían "conquistar" el nuevo mundo.
Se encuentran semejanzas entre los vascos y los paisas  que podrían comprobar la hipótesis de que aquellos forman parte del ancestro de éstos: son dueños de un espíritu orgulloso y enaltecedor del trabajo duro, poseen un territorio montañoso donde han desarrollado desde siempre trabajos de minería y pastoreo, han alcanzado cierto desarrollo industrial y, en cuanto a la indumentaria, puede notarse la utilización de la boina vasca por parte de los paisas. Aún a día de hoy se puede ver la influencia de la etxe vasca en las casas típicas antioqueñas.
Como decía Juan Ospina (1955):

«¿Hay algo más parecido al pueblo vasco que el antioqueño? Que lo digan: el carácter migratorio de sus habitantes, su individualismo, su espíritu de economía y orden, su respeto al padre, su cariño lírico e inasible por la madre, su religiosidad y su alegría por las fiestas del culto. Su fanfarronería más gascona que andaluza, su especialidad en palabras de grueso calibre, en vizcaínos, su tendencia a las apuestas, sus convites campesinos, su capacidad poética y su admiración por las trovas, su mala percepción del bien, su irrespeto a la ley, su codicioso pensamiento de riqueza fácil,  su egocentrismo de “raza superior” , su belicosidad cuando se les trata en forma áspera, su sensación de personalidad aunque se enmascare en una timidez campesina, su gusto casi vital por el cerdo y sus derivados, su amor casi anatómico a la sensación de libertad.

“Lleva el hierro entre mis brazos por que en el cuello me pesa” y en más que nada se parece al vasco que ha cantado de siglos:
Navarrisco valiente,
Que ni Dios pué con ti,
Y contigo no puede,
Porque Dios te hizo así.

A pesar de que un estudio solo mostró 15 % de apellidos vascos en la capital antioqueña, el mito de la ascendencia vasca del pueblo paisa se ve reflejado en frases como las de Joaquín Ospina (1955): 

«Es el pueblo antioqueño, raza vascongada que va buscando la montaña como la aguja al imán y así va esparciéndose en el territorio patrio, en el abanico de nuestras cordilleras. Con sus docena de hijos, con su tiple y con su hacha, y con su confianza en sí mismos, que los hace sentirse estrechos en los lares paternos».

Asimismo, en 1950, Arturo Escobar escribió en su libro Mitos de Antioquia lo siguiente:

«Antioquia, en cuya ascendencia predomina el campesino peninsular de las provincias vascongadas, heredó con las virtudes de sus antepasados, toda la superstición, el fanatismo y la credulidad de sus mayores. A pesar del predominio de la raza blanca, su prolongación en la montaña que lucha contra la aridez de la tierra y la rugosidad de los riscos, de su accidentada geografía, ha proyectado sobre el mapa de Colombia el prototipo de su raza; en Medellín, en el "paisa" industrial, emprendedor, metalizado y tozudo, con la "Andi" por emblema y la bolsa por divisa; en sus pueblos, el aventurero, fanfarrón y trota-mundos, con su acervo de historietas, su lengua afilada y su imaginación multiforme, y en lo rural, el campesino buenote, creyente, amante de su suelo y tradiciones y prolífico en el "santo estado" y fuera de él.

Sus mitos, que son una manifestación de su profunda credulidad y una prueba fehaciente del ancestro íbero, son la secuela de esa sangre conquistadora que corre por sus venas; universales en su esencia y americanos en su forma, proyectados como su raza sobre Colombia, se han extendido por la tradición en la lengua de los pobladores del Quindío, los colonizadores del Tolima, las sabanas de Bolívar, las tierras ubérrimas del Valle y de Nariño, mezclando unas veces con las leyendas de los aborígenes y en otras conservando su abolengo hispano, y han llegado a ser ante todo colombianos...»

También está el cantante colombiano Juanes (Juan Esteban Aristizábal), quien grabó una canción en euskera, para el álbum «Kalea» del músico vasco Kepa Junkera. Según dijo el intérprete, sus abuelos «eran vascos», al igual que muchos en su tierra, en Medellín.
La tradición vasca es muy fuerte y por eso se estima, que el 70% de la gente de Antioquia tiene ascendencia vasca. De los vascos en todo el país se puede hablar de apellidos como Amuchástegui, Aristizábal, Arizmendi, Avendaño, Atehortúa, Chavarro, Duartem, Erazo, Elizondo, Echavarría, Echeverri, Gaviria, Garay, Herazo, Isaza, Maturana, Mondragón, Olarte, Uribe, o Zuluaga. Según los genealogistas vascos Jaime de Kerexeta y Francisco de Abirsqueta, en Colombia existan más de 3.500 apellidos vascos y de acuerdo con el historiador estadounidense Everette Hagen, más del 15% de los antioqueños portan un apellido vasco.

## Asociaciones
Existen varias instituciones que agrupan la presencia vasca en Colombia patrocinadas por Euskadi en Bogotá y Antioquia.
Y es en Antioquia, donde la presencia vasca se resalta en los apellidos de este origen. Hoy en día el 40 % de los habitantes antioqueños son de ascendencia vasca (2.800.000 personas), lo que convierte a esta región colombiana en el lugar con mayor concentración de descendientes vascos en el mundo.

### Fundación Centro Vasco Euskal Etxea de Bogotá - Altiplano Cundiboyacense
La Fundación Centro Vasco Euskal Etxea es el principal centro oficial euskera de Bogotá, patrocinado directamente por el Parlamento del País Vasco por medio de una ley aprobada el 7 de mayo de 1994, que pretende la intensificación de las relaciones sociales, económicas y culturales con la ciudad. Actualmente tiene suscrito un convenio con la Universidad del País Vasco para desarrollar proyectos en Colombia.

### Centros Vascos en Antioquia
La primera institución vasca que se creó en Antioquia data del 2004 con la creación del Centro de Estudios Vascos de Antioquia, una entidad cultural de la ciudad de Medellín, entre cuyos objetivos están «difundir la cultura vasca en esta región del país sudamericano».
Hacia el 2008 los integrantes del Centro de Estudios Vascos (CEVA) comenzaron a agrupar la comunidad vasca de Medellín para fundar la Casa Vasca de Antioquia, entidad con personería jurídica y reconocida de manera oficial por el Gobierno Vasco que realiza actividades de difusión de la cultura vasca a través de diferentes actividades como la participación en la Feria del Libro de Medellín, para «dar a conocer la literatura vasca y cursos de cocina, para acercar a esta faceta cultural a todos aquellos que deseen sentir el sabor de una tierra llena de matices y aromas que recuerdan al mar y las montañas que rodean esta tierra».[cita requerida]
En el 2012, nuevamente el Centro de Estudios Vascos fundó otra institución llamada Centro de la Cultura Vasca Gure Mendietakoak, con sedes en los municipio de Caldas y Medellín. Entidad cultural que difunde la cultura vasca (idioma, gastronomía, cine, folclor y danzas) y a través del Centro de Estudios realiza investigaciones sobre la presencia vasca en Antioquia.
El Centro de Estudios Vascos ha publicado dos libros sobre la migración de este colectivo en Antioquia desde la teoría de las redes sociales o las cadenas migratorias: "Los vascos en Antioquia durante el reinado de los Austrias, (1510-1700)" y "Vasco-navarros en Antioquia (1890-1970): una aproximación a la historia de migrantes, religiosos y exiliados". Ambos se encuentran disponibles en la Fundación Centro Vasco Gure Mendietakoak o en las librerías del centro de Medellín (América y Libropolis).
Y es que en Antioquia, es el lugar donde la presencia vasca más se resalta en los apellidos de este origen. Esto sucitó que dos historiadores norteamericanos, Everett Hagen y Leonard Kasdan, realizaran un estudio.[¿dónde?] Hagen consultó la guía telefónica de Medellín en 1957 y constató que un 15 % de los apellidos era de origen vasco, encontrando luego que dentro de los empresarios este porcentaje de apellidos constituía hasta un 25 %, lo que le permitió concluir que la herencia vasca era muy importante para explicar el mayor desarrollo industrial de Antioquia en el contexto colombian.[cita requerida] Estas ideas fueron sustentadas por los representantes de las teorías desarrollistas, quienes buscaron justificar el crecimiento empresarial a partir de "la personalidad de los grupos sociales".

## Figuras públicas de ascendencia vasca
- Andrea Echeverri.
- Juanes.
- Kali Uchis
- J Balvin
- Llane.
- David Ospina.
- Maluma.
- Andrés Escobar.
- Pablo Escobar.
- Mike Bahia.
- Kepa Amuchastegui.
- Alvaro Uribe.
- Camilo.